# 堪薩斯聚居地 (亞利桑那州)
堪薩斯聚居地（英語：Kansas Settlement）是位於美國亞利桑那州科奇斯縣的一個非建制地區。該地的面積和人口皆未知。

## 地理
堪薩斯聚居地的座標為32°03′54″N 109°45′46″W / 32.06500°N 109.76278°W，而該地的平均海拔高度為1285米（即4216英尺）。